# Gabriel Deluc

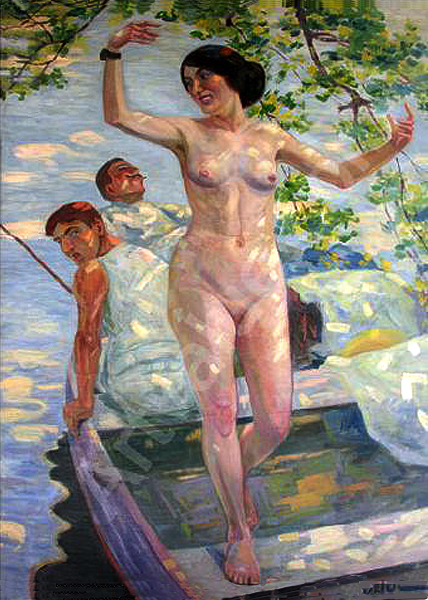
Nackte Frau im Kahn

Gabriel Deluc (* 1. Oktober 1883 in Saint-Jean-de-Luz; † 15. September 1916 in Souain-Perthes-lès-Hurlus) war ein französischer Maler des Baskenlandes. Sein Geburtsort lag dicht an der spanischen Grenze.
Jean-Marie Gabriel Deluc war als Sohn von Jean-Baptiste Deluc und Marie-Baptiste Davagnier geboren. Seine Begabung wurde vom Maler Léon Bonnat bemerkt, der ihn 1898 dem Philippe Jolyet, Direktor der Städtischen Zeichenschule von Bayonne empfahl.
Im Jahr 1900 kam er in Bonnats Atelier in Paris und wurde 1903 an der Éçole des beaux-arts de Paris aufgenommen. Von 1904 bis 1912 lebte er in der Künstlerkolonie La Ruche im 15. Arrondissement von Paris.
Er befreundete sich dort mit den aus Russland gekommenen Künstlern, wie Ossip Zadkine, Marc Chagall und vor allem Alexander Altman, der ihn oft im Baskenland im Sommer besuchte. Der lothringische Bildhauer Charles Arthur Muller, ebenfalls Einwohner von La Ruche, schuf seine Büste.
1906 stellte er erstmals im Salon des Artistes Français aus und wurde mit einer lobenden Erwähnung ausgezeichnet. Er bekam auch eine „Besondere Ermutigung“ von 500 Franken. Anschließend nahm er regelmäßig am Salon des artistes français und am Salon des Independants teil.
Deluc schenkte seiner Heimatstadt 1908 ein großes dekoratives Gemälde: „Le Chevrier“ (Der Ziegenhirte). Sein großes Gemälde „Der Tanz“ wurde 1910 auf dem Salon des artistes français präsentiert. 1912 stellte er im Casino von Saint-Jean-de-Luz aus. 1913 wurde ein großer Teil seiner Werke in der Galerie Édouard Devambez ausgestellt.
Am 3. September 1913 heiratete er Thérèse Mahé vor dem Bürgermeister des 15. Arrondissements.

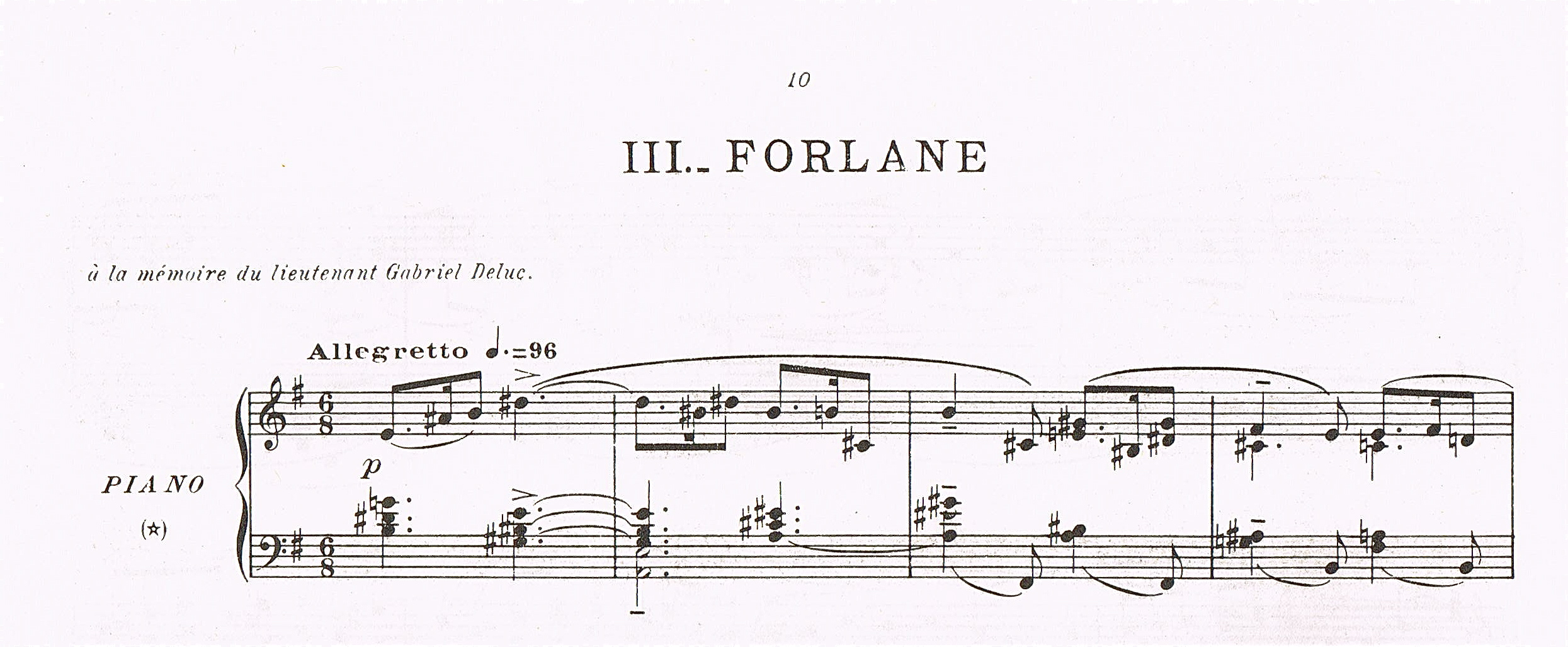
Ravel – Forlane aus der Klaviersuite „Le Tombeau de Couperin“

Gabriel Deluc wurde zu Beginn des Ersten Weltkrieges zum Kriegsdienst berufen, zuerst als Krankenpfleger. Am 5. März 1916 wurde er zum Sergeant und im Juni 1916 zum Unterleutnant befördert. Gabriel Deluc fiel am 15. September 1916 im Alter von 32 Jahren bei einer Aufklärungspatrouille im Niemandsland bei Souain-Perthes-lès-Hurlus.
Der Komponist Maurice Ravel widmete ihm den dritten Teil – Forlane – seiner Klaviersuite „Le Tombeau de Couperin“.